# Самотният вълк Маккуейд
„Самотният вълк Маккуейд“ (на английски: Lone Wolf McQuade) е американски филм от 1983 г. Главната роля във филма се изпълнява от Чък Норис. Във филма участва и Дейвид Карадайн.

## Сюжет
Дж. Дж. Маккуед (Чък Норис) е тексаски рейнджър. По време на едно от разследванията си открива, че Роули Уилкс (Дейвид Карадайн), е трафикант на наркотици и оръжие. Сюжетната линия на филма се движи около двубоя между Маккуейд и Уилкс, като в края на филма двамата се срещат в епична ръкопашна схватка.